# Ден на програмиста
Денят на програмиста е официален празник в Аржентина, Бангладеш, Чили, Бразилия, Мексико, Австрия, Германия, Канада, Китай, Хърватия, Чехия, Франция, Индия, Белгия, Австралия, Полша, Румъния, Ирландия, Италия, Сърбия, Словения, Украйна, Обединеното кралство, Съединените щати и Русия. Също и неофициален празник на програмистите другаде по света. Отбелязва се на 256-ия ден от годината. Числото 256 (256 = 28) е избрано, защото това е максималният брой стойности, които може да се кодират с един байт (8 бита).
През високосните години този празник се пада на 12 септември, а през невисокосните – на 13 септември.
Уточнение: В рамките на един байт (осем бита), най-голямото десетично число, което може да се запише в двоичен формат, е 255:
```
255 = 1×2
7
 + 1×2
6
 + 1×2
5
 + 1×2
4
 + 1×2
3
 + 1×2
2
 + 1×2
1
 + 1×2
0
 = 128 + 64 + 32 + 16 + 8 + 4 + 2 + 1 = 2
8
 – 1.
```

Като се брои и нулата, възможните числа, които могат да се запишат, са 256.